# Suore serve di Maria Addolorata di Nocera de' Pagani

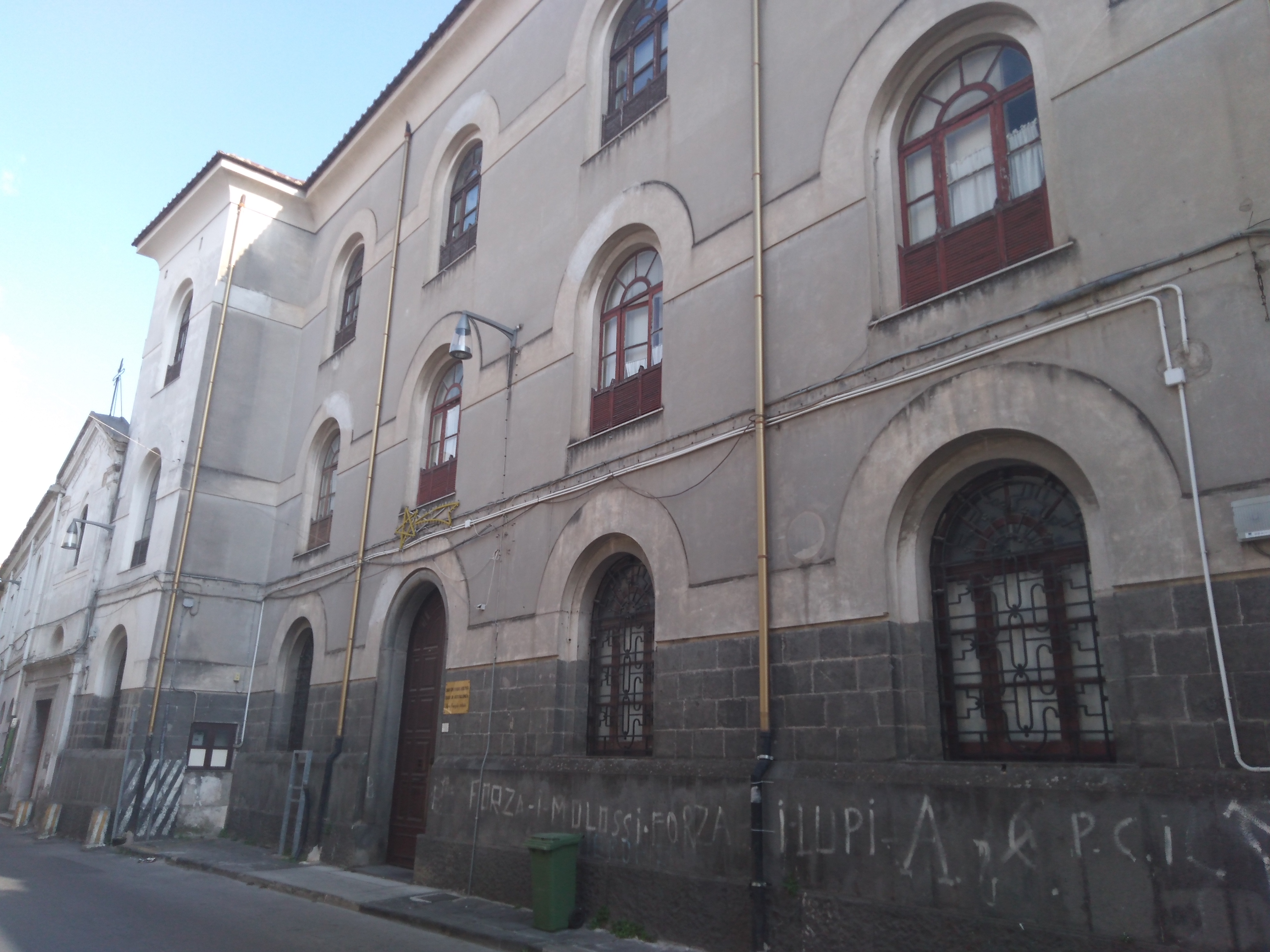
La sede storica della congrega, sita a Portaromana

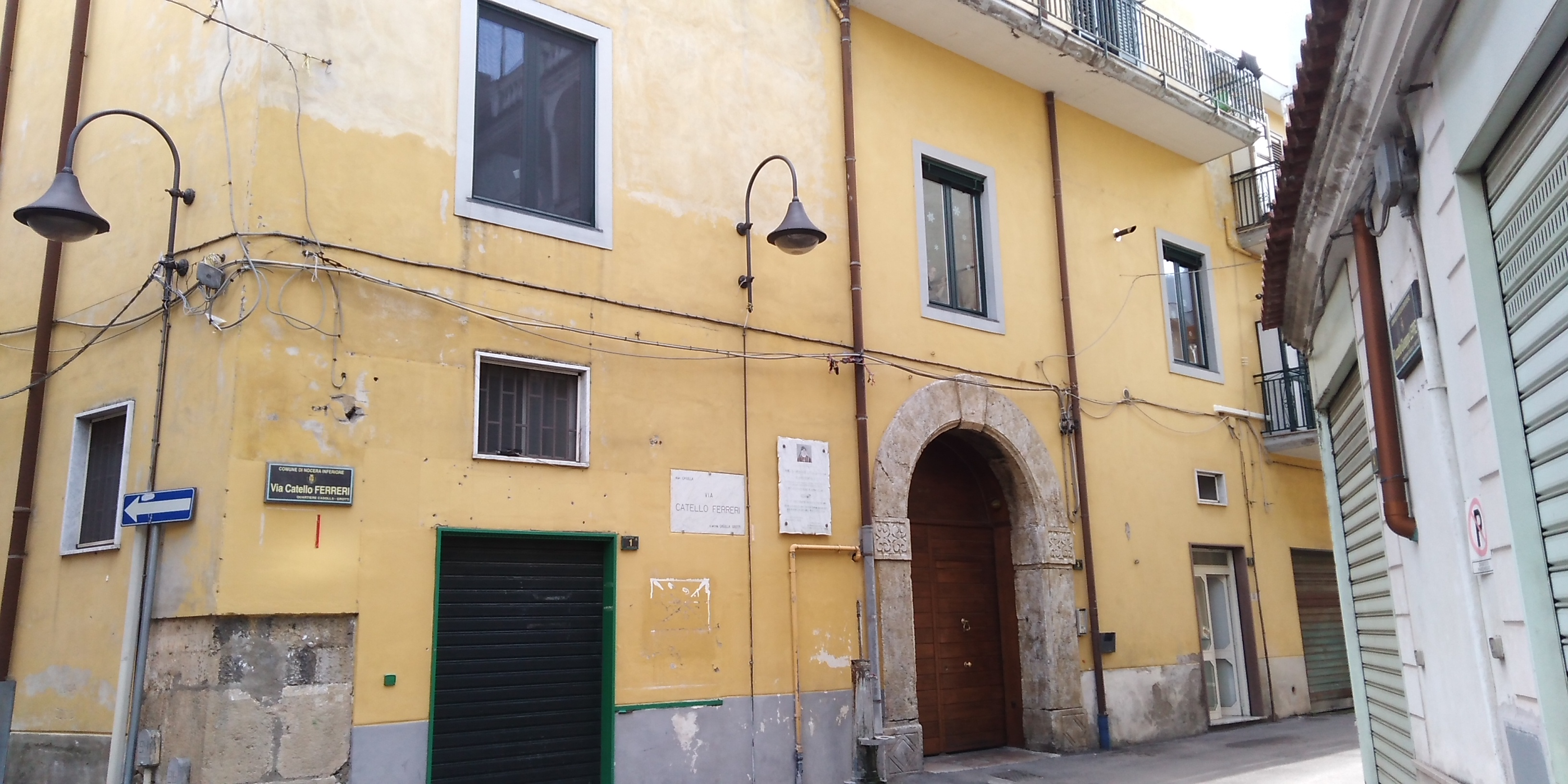
Prospetto del palazzo di Casolla, che fu prima sede della congregazione

Le Suore Serve di Maria Addolorata di Nocera de' Pagani sono un istituto religioso femminile di diritto pontificio: le suore di questa congregazione pospongono al loro nome la sigla S.M.A.N.

## Storia
La congregazione fu fondata da Emilia Addatis, in religione Maria Consiglia dello Spirito Santo. Trasferitasi da Napoli a Nocera, dove era vescovo il suo sostenitore Raffaele Ammirante, il 13 luglio 1872 aprì a Casolla (nell'attuale Nocera Inferiore) una scuola per fanciulle povere, primo nucleo del nascente istituto.
Dette in origine Eremite della Salette, nel 1880 le religiose presero il nome di Eremitane della Vergine Addolorata del terz'ordine dei Servi di Maria. L'istituto, trasferitosi in Portaromana, conobbe un momento di grande fioritura tra il 1880 e il 1896, quando dalla comunità di Nocera si diramarono numerose piccole fraternità (Arienzo, San Vitaliano, San Potito, Isernia); la prima casa all'estero fu aperta nel 1961 in Canada.
La congregazione, aggregata all'ordine servita dal 25 ottobre 1880, ricevette il pontificio decreto di lode il 25 giugno 1951.

## Attività e diffusione
Le religiose si dedicano all'istruzione e all'educazione cristiana della gioventù e all'assistenza ad anziani e ammalati.
Oltre che in Italia, le suore sono presenti in Argentina, Canada, Messico e Indonesia; la sede generalizia, dal 1961, è a Roma.
Alla fine del 2011 la congregazione contava 44 religiose in 9 case.